# Ascetyka
Ascetyka (z stgr. ἄσκησις, askesis - ćwiczenie) – dział teologii, który zajmuje się kształtowaniem postawy duchowej chrześcijanina poprzez ascezę. Jest to, jak podaje Mały słownik teologiczny: dyscyplina teologiczna, która zajmuje się sytuacją i zadaniami konkretnego życia chrześcijańskiego w aspekcie jego indywidualnej realizacji [...], co każe ją odróżnić zarówno od mistyki, jak i od teologii moralnej.
Termin pojawił się w 1655 r., został wprowadzony przez Ch. Dobrosielski’ego w dziele Summarium asceticae et mysticae theologiae.

## Historia nurtu
Dla średniowiecznej ascetyki ważnym elementem stanowiły szkoły duchowości, m.in. benedyktyńska, franciszkańska czy dominikańska. Od XVI w. wzrasta liczba dzieł poświęconych wyłącznie tematyce ascetycznej. Od XVII w. ascetyka zyskiwała wśród ludu coraz większą akceptację. W 1919 r. została uznana za odrębną i ważną gałąź teologii oraz została wprowadzona jako odrębny przedmiot na studiach kościelnych. Jednym z popularniejszych podręczników ascetyki i życia duchowego w pierwszej połowie XX w. była książka Adolphe'a Tanquereya napisana z pozycji neoscholastycznych, Zarys teologii ascetycznej i mistycznej.